# Bondsrepubliek Duitsland op de Olympische Winterspelen 1988
Tijdens de Olympische Winterspelen van 1988, die in Calgary (Canada) werden gehouden, nam de Bondsrepubliek Duitsland (informeel:West-Duitsland) voor de zesde keer deel naast het team van de DDR.

## Medailleoverzicht
| Sport              | Olympiër                                             | Discipline         | Medaille |
| ------------------ | ---------------------------------------------------- | ------------------ | -------- |
| Alpineskiën        | Marina Kiehl                                         | afdaling (v)       | Goud     |
| Noordse combinatie | Thomas Müller Hans-Peter Pohl Hubert Schwarz         | team (m)           | Goud     |
| Alpineskiën        | Frank Wörndl                                         | slalom (m)         | Zilver   |
| Alpineskiën        | Christa Kinshofer-Güthlein                           | reuzenslalom (v)   | Zilver   |
| Biatlon            | Ernst Reiter Stefan Höck Peter Angerer Fritz Fischer | 4x7,5 km estafette | Zilver   |
| Rodelen            | Georg Hackl                                          | mannen             | Zilver   |
| Alpineskiën        | Christa Kinshofer-Güthlein                           | slalom (v)         | Brons    |
| Rodelen            | Thomas Schwab Wolfgang Staudinger                    | dubbel             | Brons    |

## Deelnemers en resultaten

### Alpineskiën
| Olympiër                   | Discipline       | Resultaat | Prestatie                                                                              |
| -------------------------- | ---------------- | --------- | -------------------------------------------------------------------------------------- |
| Florian Beck               | slalom (m)       | 10e       | 1.41,44 (+1,97) 53,11+48,33                                                            |
| Armin Bittner              | reuzenslalom (m) | 26e       | 2.13,27 (+6,90) 1.08,56+1.04,71                                                        |
| Armin Bittner              | slalom (m)       | dnf-1     | opgave run 1                                                                           |
| Armin Bittner              | combinatie (m)   | 11e       | 99,65 (+63,1) afdaling: 94,05 p. (1.55,42) slalom: 5,6 p. (1.25,64: 42,82+42,82)       |
| Peter Dürr                 | afdaling (m)     | 21e       | 2.04,32 (+4,69)                                                                        |
| Peter Dürr                 | combinatie (m)   | 17e       | 123,92 (+87,37) afdaling: 15,45 p. (1.48,30) slalom: 108,47 p. (1.38,68: 49,84+48,84)  |
| Michael Eder               | super g (m)      | dnf       | opgave                                                                                 |
| Peter Roth                 | super g (m)      | dnf       | opgave                                                                                 |
| Peter Roth                 | reuzenslalom (m) | dnf-1     | opgave run 1                                                                           |
| Peter Roth                 | slalom (m)       | dnf-1     | opgave run 1                                                                           |
| Hansjörg Tauscher          | afdaling (m)     | 20e       | 2.04,31 (+4,68)                                                                        |
| Markus Wasmeier            | afdaling (m)     | 6e        | 2.02,03 (+2,40)                                                                        |
| Markus Wasmeier            | super g (m)      | dnf       | opgave                                                                                 |
| Markus Wasmeier            | reuzenslalom (m) | 19e       | 2.11,69 (+5,32) 1.06,60+1.05,09                                                        |
| Markus Wasmeier            | combinatie (m)   | 7e        | 65,44 (+28,89) afdaling: 26,71 p. (1.49,32) slalom: 38,73 p. (1.29,84: 45,32+44,52)    |
| Frank Wörndl               | super g (m)      | dnf       | opgave                                                                                 |
| Frank Wörndl               | reuzenslalom (m) | 8e        | 2.09,22 (+2,85) 1.06,10+1.03,12                                                        |
| Frank Wörndl               | slalom (m)       | Zilver    | 1.39,53 (+0,06) 50,99+48,54                                                            |
| Hannes Zehentner           | afdaling (m)     | 13e       | 2.03,23 (+3,60)                                                                        |
| Hannes Zehentner           | combinatie (m)   | 22e       | 197,87 (+161,32) afdaling: 24,95 p. (1.49,16) slalom: 172,92 p. (1.46,85: 59,52+47,33) |
|                            |                  |           |                                                                                        |
| Karin Dedler               | combinatie (v)   | 14e       | 105,18 (+75,93) afdaling: 36,11 p. (1.18,80) slalom: 69,07 p. (1.29,03: 43,38+45,65)   |
| Michaela Gerg              | afdaling (v)     | 13e       | 1.27,83 (+1,97)                                                                        |
| Michaela Gerg              | super g (v)      | 10e       | 1.20,98 (+1,95)                                                                        |
| Michaela Gerg              | reuzenslalom (v) | dnf-2     | opgave run 2 1.00,81+dnf                                                               |
| Michaela Gerg              | combinatie (v)   | dq-a      | diskwalificatie afdaling                                                               |
| Anette Gersch              | slalom (v)       | dnf-1     | opgave run 1                                                                           |
| Marina Kiehl               | afdaling (v)     | Goud      | 1.25,86                                                                                |
| Marina Kiehl               | super g (v)      | 13e       | 1.21,11 (+2,08)                                                                        |
| Marina Kiehl               | reuzenslalom (v) | dnf-2     | opgave run 2 1.02,11+dnf                                                               |
| Christa Kinshofer-Güthlein | super g (v)      | 10e       | 1.20,98 (+1,95)                                                                        |
| Christa Kinshofer-Güthlein | reuzenslalom (v) | Zilver    | 2.07,42 (+0,93) 59,98+1.07,44                                                          |
| Christa Kinshofer-Güthlein | slalom (v)       | Brons     | 1.38,40 (+1,71) 49,84+48,56                                                            |
| Christa Kinshofer-Güthlein | combinatie (v)   | dnf-s1    | opgave slalom run 1 afdaling: 1.19,83                                                  |
| Christine Meier            | afdaling (v)     | 21e       | 1.29,30 (+3,44)                                                                        |
| Christine Meier            | reuzenslalom (v) | 5e        | 2.07,88 (+1,39) 1.00,43+1.07,45                                                        |
| Regine Mösenlechner        | afdaling (v)     | 7e        | 1.27,16 (+1,30)                                                                        |
| Regine Mösenlechner        | super g (v)      | 4e        | 1.20,33 (+1,30)                                                                        |
| Ulrike Stanggassinger      | combinatie (v)   | 9e        | 71,51 (+42,26) afdaling: 22,53 p. (1.17,92) slalom: 48,98 p. (1.26,61: 42,68+43,93)    |

### Biatlon
| Olympiër                                                  | Discipline             | Resultaat | Prestatie |
| --------------------------------------------------------- | ---------------------- | --------- | --- |
| Peter Angerer                                             | 10 km (m)              | 10e       | 26.13,2 (+1.05,1) pen.: 2 (0 + 2)                                                                                           |
| Peter Angerer                                             | 20 km (m)              | 10e       | 58.46,7 (+2.13,4) pen.: 3 (0 + 2 + 0 + 1)                                                                                   |
| Fritz Fischer                                             | 10 km (m)              | 12e       | 26.25,9 (+1.17,8) pen.: 1 (0 + 1)                                                                                           |
| Fritz Fischer                                             | 20 km (m)              | 23e       | 1:01.04,5 (+5.31,2) pen.: 5 (1 + 1 + 0 + 3)                                                                                 |
| Herbert Fritzenwenger                                     | 20 km (m)              | 17e       | 1:00.27,8 (+4.54,5) pen.: 4 (0 + 2 + 2 + 0)                                                                                 |
| Stefan Höck                                               | 10 km (m)              | 26e       | 27.26,2 (+2.18,1) pen.: 3 (0 + 3)                                                                                           |
| Ernst Reiter                                              | 10 km (m)              | 19e       | 26.50,2 (+1.42,1) pen.: 2 (2 + 0)                                                                                           |
| Ernst Reiter                                              | 20 km (m)              | 29e       | 1:01.54,8 (+5.21,5) pen.: 5 (2 + 0 + 2 + 1)                                                                                 |
| Team Ernst Reiter Stefan Höck Peter Angerer Fritz Fischer | 4x7,5 km estafette (m) | Zilver    | 1:23.37,4 (+1.07,4) pen.: 0 21.05,7 pen.: 0 (0 + 0) 21.18,0 pen.: 0 (0 + 0) 20.33,9 pen.: 0 (0 + 0) 20.39,8 pen.: 0 (0 + 0) |

### Bobsleeën
| Olympiër                                                    | Discipline                      | Resultaat | Prestatie                                           |
| ----------------------------------------------------------- | ------------------------------- | --------- | --------------------------------------------------- |
| Anton Fischer Christoph Langen                              | 2-mansbob (m) West-Duitsland I  | 7e        | 3.55,62 (+2,14) (56,58 / 59,70 / 1.00,06 / 59,28)   |
| Michael Sperr Rolf Müller                                   | 2-mansbob (m) West-Duitsland II | 11e       | 3.57,84 (+4,36) (57,47 / 1.00,09 / 1.00,42 / 59,86) |
| Michael Sperr Olaf Hampel Florian Cruciger Rolf Müller      | 4-mansbob (m) West-Duitsland I  | 14e       | 3.50,17 (+2,66) (57,58 / 58,04 / 56,41 / 58,14)     |
| Anton Fischer Franz Nießner Uwe Eisenreich Christoph Langen | 4-mansbob (m) West-Duitsland II | 11e       | 3.49,55 (+2,04) (57,02 / 57,75 / 56,71 / 58,07)     |

### Kunstrijden
| Olympiër                            | Discipline | Resultaat | Prestatie                                                        |
| ----------------------------------- | ---------- | --------- | ---------------------------------------------------------------- |
| Heiko Fischer                       | mannen     | 9e        | 16,8 punten (verpl. figuren: 4 - korte kür: 11 - lange kür: 10)  |
| Richard Zander                      | mannen     | 11e       | 23,2 punten (verpl. figuren: 9 - korte kür: 17 - lange kür: 11)  |
| Claudia Leistner                    | vrouwen    | 6e        | 13,2 punten (verpl. figuren: 6 - korte kür: 9 - lange kür: 6)    |
| Marina Kielmann                     | vrouwen    | 10e       | 21,6 punten (verpl. figuren: 12 - korte kür: 11 - lange kür: 10) |
| Brigitte Groh Holger Maletz         | paarrijden | 11e       | 16,2 punten (korte kür: 13 - lange kür: 11)                      |
| Antonia Becherer Ferdinand Becherer | ijsdansen  | 9e        | 18,0 punten (verpl. dans: 9 - org. dans: 9 - vrije dans: 9)      |

### Langlaufen
| Olympiër                                                            | Discipline            | Resultaat | Prestatie                                           |
| ------------------------------------------------------------------- | --------------------- | --------- | --------------------------------------------------- |
| Jochen Behle                                                        | 15 km klassiek (m)    | 23e       | 43.59,7 (+2.40,8)                                   |
| Jochen Behle                                                        | 30 km klassiek (m)    | 23e       | 1:30.08,3 (+5.42,0)                                 |
| Stefan Dotzler                                                      | 30 km klassiek (m)    | 40e       | 1:33.06,1 (+8.39,8)                                 |
| Georg Fischer                                                       | 50 km vrije stijl (m) | 34e       | 2:13.31,3 (+9.00,4)                                 |
| Herbert Fritzenwenger                                               | 50 km vrije stijl (m) | 33e       | 2:13.27,6 (+8.56,7)                                 |
| Walter Kuß                                                          | 15 km klassiek (m)    | 27e       | 44.29,0 (+3.10,1)                                   |
| Walter Kuß                                                          | 50 km vrije stijl (m) | dnf       | opgave                                              |
| Team Walter Kuß Georg Fischer Jochen Behle Herbert Fritzenwenger    | 4x10 km estafette (m) | 7e        | 1:48.05,0 (+4.06,4) 27.06,2 26.54,6 26.35,0 27.29,2 |
|                                                                     |                       |           |                                                     |
| Sonja Bilgeri                                                       | 5 km klassiek (v)     | 48e       | 17.33,2 (+2.29,2)                                   |
| Sonja Bilgeri                                                       | 10 km klassiek (v)    | 44e       | 35.07,0 (+4.58,7)                                   |
| Sonja Bilgeri                                                       | 20 km vrije stijl (v) | dnf       | opgave                                              |
| Stefanie Birkelbach                                                 | 5 km klassiek (v)     | 43e       | 17.09,1 (+2.05,1)                                   |
| Stefanie Birkelbach                                                 | 20 km vrije stijl (v) | 45e       | 1:04.40,5 (+8.46,9)                                 |
| Karin Jäger                                                         | 5 km klassiek (v)     | 28e       | 16.28,0 (+1.24,0)                                   |
| Karin Jäger                                                         | 10 km klassiek (v)    | 24e       | 32.09,5 (+2.01,2)                                   |
| Karin Jäger                                                         | 20 km vrije stijl (v) | 35e       | 1:02.34,6 (+6.41,0)                                 |
| Birgit Kohlrusch                                                    | 5 km klassiek (v)     | 44e       | 17.10,3 (+2.06,3)                                   |
| Birgit Kohlrusch                                                    | 20 km vrije stijl (v) | 41e       | 1:03.16,2 (+7.22,6)                                 |
| Team Stefanie Birkelbach Karin Jäger Birgit Kohlrusch Sonja Bilgeri | 4x5 km estafette (v)  | 11e       | 1:05.48,6 (+5.57,5) 17.02,0 15.49,7 16.51,1 16.05,8 |

### Noordse combinatie
| Olympiër                                          | Discipline      | Resultaat | Prestatie |
| ------------------------------------------------- | --------------- | --------- | --- |
| Hubert Schwarz                                    | individueel (m) | 13e       | +3.08,3 — schans: 219,2 p — 15 km: 41.33,8                                                                                                |
| Thomas Müller                                     | individueel (m) | 25e       | +4.35,2 — schans: 190,4 p — 15 km: 39.48,7                                                                                                |
| Hans-Peter Pohl                                   | individueel (m) | 28e       | +4.56,4 — schans: 204,3 p — 15 km: 41.42,5                                                                                                |
| Hermann Weinbuch                                  | individueel (m) | 29e       | +4.58,9 — schans: 179,6 p — 15 km: 39.00,4                                                                                                |
| Team Thomas Müller Hans-Peter Pohl Hubert Schwarz | team (m)        | Goud      | — — schans: 629,8 p — 30 km: 1:20.46,0 schans: 204,7 p — 10 km: 27.26,7 schans: 227,2 p — 10 km: 27.45,7 schans: 197,9 p — 10 km: 25.33,6 |

### Rodelen
| Olympiër                          | Discipline | Resultaat | Prestatie                                             |
| --------------------------------- | ---------- | --------- | ----------------------------------------------------- |
| Georg Hackl                       | mannen     | Zilver    | 3.05,916 (+0,368) (46,355 / 46,553 / 46,599 / 46,409) |
| Johannes Schettel                 | mannen     | 7e        | 3.07,371 (+1,823) (46,725 / 46,928 / 46,805 / 46,913) |
| Max Burghardtswieser              | mannen     | 13e       | 3.08,186 (+2,638) (46,874 / 46,949 / 47,083 / 47,280) |
| Veronika Bilgeri                  | vrouwen    | 4e        | 3.05,670 (+1,697) (46,321 / 46,375 / 46,369 / 46,605) |
| Thomas Schwab Wolfgang Staudinger | dubbel     | Brons     | 1.32,274 (+0,334) (46,024 / 46,250)                   |
| Stefan Ilsanker Georg Hackl       | dubbel     | 4e        | 1.32,298 (+0,358) (46,054 / 46,244)                   |

### Schaatsen
| Olympiër               | Discipline   | Resultaat | Prestatie         |
| ---------------------- | ------------ | --------- | ----------------- |
| Hansjörg Baltes        | 1500 m (m)   | 30e       | 1.57,08 (+5,02)   |
| Hansjörg Baltes        | 5000 m (m)   | 24e       | 6.59,45 (+14,82)  |
| Hansjörg Baltes        | 10.000 m (m) | 27e       | 14.45,41 (+57,21) |
| Hans-Peter Oberhuber   | 500 m (m)    | 20e       | 37,73 (+1,28)     |
| Hans-Peter Oberhuber   | 1000 m (m)   | 32e       | 1.16,62 (+3,59)   |
| Uwe Streb              | 500 m (m)    | 27e       | 38,03 (+1,58)     |
| Uwe Streb              | 1000 m (m)   | dq        | diskwalificatie   |
|                        |              |           |                   |
| Monika Holzner-Gawenus | 500 m (v)    | 7e        | 40,53 (+1,43)     |
| Anja Mischke           | 1500 m (v)   | 16e       | 2.08,52 (+7,84)   |
| Anja Mischke           | 3000 m (v)   | 12e       | 4.26,30 (+14,36)  |

### Schansspringen
| Olympiër                                                      | Discipline                     | Resultaat | Prestatie |
| ------------------------------------------------------------- | ------------------------------ | --------- | --- |
| Andreas Bauer                                                 | normale schans individueel (m) | 29e       | 177,5 punten 87,2 p. (78,5 m) + 90,3 p. (79,5 m) |
| Andreas Bauer                                                 | grote schans individueel (m)   | 34e       | 169,9 punten 94,1 p. (103,0 m) + 75,8 p. (93,5 m) |
| Josef Heumann                                                 | normale schans individueel (m) | 31e       | 176,4 punten 84,3 p. (77,0 m) + 92,1 p. (80,0 m) |
| Josef Heumann                                                 | grote schans individueel (m)   | 36e       | 167,1 punten 90,7 p. (102,0 m) + 76,4 p. (95,0 m) |
| Thomas Klauser                                                | normale schans individueel (m) | 47e       | 165,1 punten 94,4 p. (80,5 m) + 70,7 p. (71,0 m) |
| Thomas Klauser                                                | grote schans individueel (m)   | 4e        | 205,1 punten 111,7 p. (114,5 m) + 93,4 p. (102,5 m) |
| Peter Rohwein                                                 | grote schans individueel (m)   | 25e       | 177,6 punten 96,3 p. (106,0 m) + 81,3 p. (96,0 m) |
| Dieter Thoma                                                  | normale schans individueel (m) | 55e       | 154,1 punten 78,1 p. (75,0 m) + 76,0 p. (74,0 m) |
| Team Andreas Bauer Peter Rohwein Thomas Klauser Josef Heumann | grote schans team (m)          | 6e        | 559,0 punten 84,8 p. (98,5 m) + 90,3 p. (101,0 m) 90,2 p. (102,0 m) + 84,1 p. (98,0 m) 97,4 p. (105,0 m) + 100,2 p. (107,0 m) 90,2 p. (102,0 m) + 90,7 p. (102,0 m) |

### IJshockey
| Olympiër | Discipline | Resultaat | Prestatie |
| --- | ---------- | --------- | --- |
| Christian Brittig Helmut de Raaf Peter Draisaitl Ron Fischer Georg Franz Karl Friesen Dieter Hegen Georg Holzmann Udo Kießling Harold Kreis Horst-Peter Kretschmer Dieter Medicus Andreas Niederberger Peter Obresa Joachim Reil Roy Roedger Peter Schiller Josef Schlickenrieder Manfred Schuster Helmut Steiger Bernd Truntschka Gerd Truntschka Manfred Wolf | mannen     | 5e        | Voorronde groep B: 2- 1 West-Duitsland - Tsjecho-Slowakije 7- 3 West-Duitsland - Noorwegen 3- 1 West-Duitsland - Oostenrijk 3- 6 West-Duitsland - Sovjet-Unie 4- 1 West-Duitsland - Verenigde Staten Finaleronde: 0- 8 West-Duitsland - Finland 1- 8 West-Duitsland - Canada 2- 3 West-Duitsland - Zweden |

Amerikaanse Maagdeneilanden · Andorra · Argentinië · Australië · België · Bolivia · Bondsrepubliek Duitsland · Bulgarije · Canada · Chili · China · Chinees Taipei · Costa Rica · Cyprus · Denemarken · Duitse Democratische Republiek · Fiji · Filipijnen · Finland · Frankrijk · Griekenland · Groot-Brittannië · Guam · Guatemala · Hongarije · IJsland · India · Italië · Jamaica · Japan · Joegoslavië · Libanon · Liechtenstein · Luxemburg · Marokko · Mexico · Monaco · Mongolië · Nederland · Nederlandse Antillen · Nieuw-Zeeland · Noord-Korea · Noorwegen · Oostenrijk · Polen · Portugal · Puerto Rico · Roemenië · San Marino · Sovjet-Unie · Spanje · Tsjecho-Slowakije · Turkije · Verenigde Staten · Zuid-Korea · Zweden · Zwitserland